# Бронепалубни крайцери тип „Ниитака“
Ниитака (на японски: 新高型軽巡洋艦, в превод – Леки крайцери тип „Ниитака“) са серия бронепалубни крайцери от 2-ри ранг на Императорските ВМС на Япония. Участват в Руско-японската и Първата световна война.
Поръчни са през 1897 г. за сметка на Втората извънредна програма за попълнение на флота от 1896 г. за сметка на контрибуциите, получени след Японо-китайската война. Стават втория тип крайцери, разработени и построени в Япония (неуспешния проект на крайцерите тип „Сума“ спира временно строежа на големи кораби от местни корабостроителници). Главният кораб на серията – крайцерът „Ниитака“ е построен за две години в Морския арсенал в Йокосука, вече имащ опит в строителството на големи съдове. Втория кораб на серията – крайцера „Цушима“ е стрен в новата корабостроителница на Морския арсенал в Куре, и неговото строителство продължава над 28 месеца.
Проектът е предназначен за носене на разузнавателна и стражева служба.
По конструкция има малки разлики спрямо крайцерите от серията „Сума“, но са с по-голяма водоизместимост, което подобрява мореходността на корабите и имат по-мощно въоръжение (152 mm оръдия вместо 120 mm). 152 mm оръдия, за по-добра устойчивост, са монтирани в спонсони по бордовете ниско при водата, в резултат на което дори и при добро време са силно заливани от морските вълни. Противоминната артилерия е поместена в централната част на корпуса, нямат бойни марсове. По опита на испано-американската война, показващ голямата взривоопасност на торпедното въоръжение, е решено да няма торпедни апарати.
Главният недостатък на проекта е поставянето на неудачните котли система „Никлос“. Те са по-съвършени от локомотивните котли на „Сума“, но тяханата висока аварийност води до строежа на крайцера „Отова“ по изменен проект.
Относително успешен, проектът осигурява повече от 20 години служба на корабите.

## Представители на проекта
| Име                          | Заложен            | Спуснат на вода     | Влиза в строй       | Съдба |
| ---------------------------- | ------------------ | ------------------- | ------------------- | --- |
| „Ниитака“ (на японски: 新高) | 7 януари 1902 г.   | 15 ноември 1902 г.  | 27 януари 1904 г.   | Кораб на бреговата отбрана 2-ри ранг от 1.09.1921 г. Потъва по време на тайфун на 26 август 1922 г. до бреговете на Камчатка               |
| „Цушима“ (на японски: 対馬)  | 1 октомври 1901 г. | 15 декември 1902 г. | 14 февруари 1904 г. | Кораб на бреговата отбрана 2-ри ранг от 1.09.1921 г. Изключен от списъците на флота на 1.04.1939 г. Потопен като кораб мишена през 1944 г. |